# Pripovedi
Pripovedi je drugi studijski album slovenskega kantavtorja Tomaža Pengova, izdan leta 1988 pri ZKP RTV Ljubljana v obliki vinilne plošče. Leta 1992 je album ponovno izšel v obliki CD-ja pri založbi Sraka z drugačno naslovnico. Snemanje albuma je trajalo kar sedem let.
V nasprotju s prvencem Odpotovanja ima ta album zaradi več glasbil bogatejše aranžmaje (zanje je poskrbel Lado Jakša). Je tudi preko 20 minut krajši.

## Seznam pesmi
Vse pesmi je napisal Tomaž Pengov, razen kjer je posebej navedeno.
A stran
1. »Rodovnik vina« (narodna) – 4:10
2. »Prišla je« – 3:25
3. »Pegam in Lambergar« – 6:10
4. »Starec in morska zvezda« (Frane Milčinski - Ježek) – 4:10

B stran
1. »Vanitas« – 3:05
2. »Vrnitev« – 3:45
3. »Tihe so njive« – 3:18
4. »Dolga reka« – 4:30
5. »Bela izba« – 4:18

## Zasedba
- Tomaž Pengov – akustična kitara, lutnja, vokal
- Lado Jakša – klavir (A2, B1, B2, B4), orgle (A4), saksofon (B2, B5), flavta (B5), klarinet (B5)
- Matjaž Sekne – viola (A1, A3)
- Emil Krečan – rog (A2)
- Bogdana Herman – ženski vokal (A2)
- Matevž Smerkol – bas kitara (A3), kontrabas (B2, B4)
- Aleš Rendia – bobni (A3)
- Meta Arnold – flavta (A3, A4)
- Igor Leonardi – bongosi (A3)
- Drago Golob – oboa (A4)
- Jerko Novak – kitara (B3)
- Stanko Arnold – trobenta (B4)
- Aco Razbornik – snemanje
- Matjaž Vipotnik – oblikovanje ovitka